# Перша Григор'євка
Перша Григо́р'євка (рос. Первая Григорьевка) — село у складі Сакмарського району Оренбурзької області, Росія.

## Населення
Населення — 760 осіб (2010; 713 у 2002).
Національний склад (станом на 2002 рік):
- росіяни — 78 %